# Cnemidophorus arenivagus
Cnemidophorus arenivagus är en ödleart som beskrevs av  Markezich et al. 1997. Cnemidophorus arenivagus ingår i släktet Cnemidophorus och familjen tejuödlor. Inga underarter finns listade i Catalogue of Life.